# South Club
South Club (韓文: 사우스클럽) 是由歌手南太鉉在2017年創立的南韓樂隊。樂隊目前由4位成員組成: 南太鉉（隊長，主唱，吉他，作曲及創作人），李東根（鼓）和姜敏俊（吉他），鄭會敏（貝斯吉他）。South Club以單曲"Hug Me"在2017年5月26日出道，此單曲同時收錄他們第一張EP專輯, 90。

## 簡史

### 成立
南太鉉在2016年11月25日離開他之前的組合後，決定繼續通過組建樂隊來追求音樂。他在社交平台上發布招聘公告，終於在一間教堂遇見了他未來的樂隊成員金義明。後來金義明將南太鉉介紹給他的音樂家朋友姜建求，張元榮和崔允熙，他們一起組成了一個五人樂隊。除了已經在演藝行業有過一些經驗的南太鉉外，姜建求和金義明都是樂隊的前成員，張元榮也經常幫助他的音樂家朋友演奏。[
南太鉉在3月25日在他的社交平台上公布了他們的第一場演出，以及樂隊的名字“South Club”。他們的樂隊正式成立。3月30日，南太鉉以他的名義成立了一家名為“South Buyers Club”的音樂公司，以此追求他喜歡的音樂風格。南太鉉成為樂隊的隊長和主要創作人，而所有成員也幫助編輯添加了自己的風格的歌曲。

### 2017: 出道, 90
2017年5月26日，South Club推出第一首單曲“Hug Me”和音樂錄影帶，這是一首表達人們孤獨感的憂鬱歌曲。他們的第一首單曲收到了粉絲和其他藝術家的好評，並從那時開始在許多活動和音樂節中表演。 6月18日，South Club在Smile, Love, Weekend音樂節進行了首次的正式舞台表演，在那裡發表了他們的專輯預覽並表演了他們第一張EP的歌曲。他們的第一張共7首歌的EP 專輯90 在6月27日發行。South Club表示他們的音樂風格是以藍調作為基礎的另類搖滾。隨著專輯發行，他們還發表了三個音樂錄影帶：“더러운 집"（Dirty House），“I Got the Blues”和“LIAR”。歌曲中談及了自由和青春，並受到了90年代搖滾樂隊（例如Nirvana等）的啟發。
7月8日，樂隊發表了他們的第二首單曲“아니”(NO)，並將音樂錄影帶上傳到了South Club的官方YouTube帳戶。
2017年9月16日，南太鉉宣布鍵盤手崔允熙因個人原因離開樂隊，他們將以四人樂隊繼續。
他們繼續在韓國各地舉辦更多的現場表演和游擊公演。然後到海外與粉絲見面，並在東京，曼谷和台北舉行了音樂歌迷見面會， 收到了熱烈的回應。 11月18日和19日，South Club在首爾Hyundai Card Understage舉行了由金泰元策劃的首次官方獨立演唱會，並以10CM，Heize和南東鉉作為嘉賓。
他們的第三首單曲"누굴 위한 노래인가요"(Who Is This Song For?) 於12月5日在各音樂網站發表。歌曲本身是以南太鉉本人的愛情故事為背景，他表示本來這是一首溫暖的情歌，但後來戀人離開了，南太鉉將它改寫為訴說他失去愛情的惆悵心情的歌曲。

### 2018–至今
2018年年初，南太鉉在他的電台節目公布了South Club 將於4月在歐洲舉行巡迴演唱會<South Club：1st Fanmeeting Tour in Europe>，途經倫敦，巴黎，科隆和馬德里。
1月27日，樂隊在香港舉行了2018年的首個演唱會，同時南太鉉表示在香港拍攝了即將推出的新專輯的音樂錄影帶。
2月17日，South Buyers Club 公布貝斯吉他手金義明因個人原因離開樂隊。同時，樂隊上載了一段視頻表示新的貝斯吉他手將會加入樂隊。翌日2月18日，South Club 攜同新的貝斯吉他手南東鉉於Rolling Hall 23周年演唱會進行表演。
3月28日，South Buyers Club 公布將於6月在日本大阪，名古屋和東京舉行名為<South Club Japan 1st Tour 2018 - 夏日回憶>的巡迴演唱會。
5月7日，南太鉉他的電台上公布South Club將在5月30日發表第二張EP專輯,20。專輯描繪年輕人既瘋狂稚嫩又渴望變得成熟穩重的矛盾。其後，南太鉉在個人社交平台及官方Youtube帳號上發布了第二張EP專輯20 主打歌"왕따"(OUTCAST)的預告片，以及在6月2日於南韓 West Bridge Live Hall 舉行第二張EP專輯 20 的Showcase。

## 成員

### 現任成員
- 南太鉉 (남태현) - 主唱，作曲，作詞，吉他
- 李東根 (이동근) - 鼓
- 鄭會敏 (정회민) - 貝斯吉他
- 姜敏俊 (강민준) - 吉他

### 已離開成員
- 金義明 (김의명) - 貝斯吉他，作曲
- 崔允熙 (최윤희) - 鍵盤
- 張元榮 (장원영) - 鼓，作曲
- 姜建求 (강건구) - 吉他，作曲
- 南東鉉 (남동현) - 貝斯吉他

## 音樂作品

### EP專輯
| 年份   | 名稱 | 專輯資料                                                                               | 收錄曲 | 音樂榜單最高位 | 銷量          |
| 年份   | 名稱 | 專輯資料                                                                               | 收錄曲 | KOR            | 銷量          |
| ------ | ---- | -------------------------------------------------------------------------------------- | --- | -------------- | ------------- |
| 2017年 | 90   | - 發行: 2017年6月27日 - 發行公司: South Buyers Club、NHN Bugs - 形式: CD, 數位音樂下載 | 1. 더러운 집（Dirty House） 2. I Got The Blues 3. Believe U 4. Hug Me 5. I.D.S. 6. LIAR 7. See You (Outro) | 4              | - KOR: 5,155+ |

### 單曲
| 年份   | 名稱                                        | 音樂榜單最高位 | 收錄專輯 |
| 年份   | 名稱                                        | KOR            | 收錄專輯 |
| ------ | ------------------------------------------- | -------------- | -------- |
| 2017年 | Hug Me                                      | —              | 90       |
| 2017年 | 아니 (No)                                   | —              | 單曲     |
| 2017年 | 누굴 위한 노래인가요 (Who’s This Song For?) | —              | 單曲     |

### 音樂錄影帶
| 年份   | 名稱                     | 收錄專輯 |
| ------ | ------------------------ | -------- |
| 2017年 | Hug Me                   | 90       |
| 2017年 | 더러운 집（Dirty House） | 90       |
| 2017年 | I Got The Blues          | 90       |
| 2017年 | LIAR                     | 90       |
| 2017年 | 아니 (No)                | 單曲     |

## 演唱會
| 年份   | 名稱                                 | 日期                            | 城市   |
| ------ | ------------------------------------ | ------------------------------- | ------ |
| 2017年 | Tokyo Music Fan Meeting              | 2017年7月8日                    | 東京   |
| 2017年 | Tokyo Music Fan Meeting              | 2017年11月5日                   | 東京   |
| 2017年 | Bangkok Music Fan Meeting            | 2017年11月11日                  | 曼谷   |
| 2017年 | South Club the 1st Concert           | 2017年11月18日-19日             | 首爾   |
| 2017年 | Taipei Music Fan Meeting             | 2017年12月17日                  | 台北   |
| 2018   | South Club Live in Hong Kong         | 2018年1月27日                   | 香港   |
| 2018   | South Club 1st Fan Meeting in Europe | 2018年4月20日、23日、27日、29日 | 倫敦   |
| 2018   | South Club 1st Fan Meeting in Europe | 2018年4月20日、23日、27日、29日 | 巴黎   |
| 2018   | South Club 1st Fan Meeting in Europe | 2018年4月20日、23日、27日、29日 | 科隆   |
| 2018   | South Club 1st Fan Meeting in Europe | 2018年4月20日、23日、27日、29日 | 馬德里 |

## 外部連結
THE SOUTH
- THE SOUTH Official
- THE SOUTH Official的X（前Twitter）
- THE SOUTH Official的Instagram帳戶
- THE SOUTH Official的Facebook專頁
- THE SOUTH Official（页面存档备份，存于）的tumblr
- THE SOUTH Official的YouTube頻道
- South Club（页面存档备份，存于）的soundcloud